# Raquel Calvo Larralde
Raquel Calvo Larralde (Durango, 28 de agosto de 1976) es una periodista y productora y directora de documentales vizcaína y una de las fundadoras de la productora cinematográfica Huts.

## Biografía
Raquel Calvo estudió periodismo en la Universidad del País Vasoc UPV/EHU . Desde entonces ha trabajado en diversos medios, entre otros en Radio Durango y en El Correo. Conoció las organizaciones de desarrollo no gubernamentales (ONGs) y el movimiento a través de Bateginez y aunque esta asociación fue cerrada, ha seguido vinculada al tema de la cooperación, como lo demuestran las películas que ha dirigido y promocionado.  Además ha sido alumna de la Escuela de Artes y Oficios de Vitoria.
Durante un viaje a Perú en 2016, conoció la historia de la ciudad de Yungay gracias a los integrantes de la emisora de radio  Viator Yachatsikuqna Ayllukasahqa y con el objetivo de contarla entró en un taller de cine digital en Vitoria donde aprendió el oficio junto al profesor Juan Arrosagaray. 
En 2017 impulsó la producción de varios documentales sobre el Sáhara Occidental, como Laatash. Conoció en aquella producción a la directora Elena Molina y, consciente de la visión compartida, le invitó a dirigir la historia de Yungay en 2019 cuando ganó la beca de Creación Artística y Derechos Humanos convocada por el Ayuntamiento de Vitoria y Montehermoso.

### Semillas de la revolución
Este documental reúne a Durango y Ko-banê. De la mano de los miembros de la Asociación Suargi, da información sobre la revolución de las mujeres en la Federación Democrática del Norte de Siria. En 2019 se presentó en el Festival Internacional de Cine Invisible "Film Sozialak" de Bilbao.  

### Yungay 7020
En 1970, una avalancha de nieve en Huascarán arrasó la ciudad colonial de Yungay. Los supervivientes reconstruyeron la ciudad y en la conmemoración del 50 aniversario de la tragedia hablaron de lo sucedido en una emisora de radio local, en quechua y castellano. 
La película se presentó en la sección oficial Zinebi de Bilbao en 2021,y ese mismo año ganó el premio al mejor corto documental del Festival Cortada de Vitoria.   La película continúa compitiendo en diferentes festivales, como el festival Bogoshorts en Colombia. En 2022, el documental competirá en las secciones oficiales del FIPADOC de Biarritz  y del Big Sky Documentary Film Festival de Missoula, así como en los Premios Goya 2023. 

## Publicaciones
- Hamabi harrien ahotsa- Gerediaga elkartearen historia eta istorioak 50. urteurrenean (Gerediaga Elkartea, 2015).[14]

## Filmografía
- Aterkina (2017).[2]
- Semillas de la Revolución (2019).[15]

- Yungay 7020 (2021).[10]

## Premios y reconocimientos
- Beca de Creación Artística y Derechos Humanos (Consejo de la Juventud, 2019).[3]
- Premio al mejor cortometraje documental por el corto Yungay 7020 (Festival Cortada, 2021).[9]